# جام برندگان جام آسیا ۹۸–۱۹۹۷
جام برندگان جام آسیا ۹۸–۱۹۹۷ هشتمین دورهٔ مسابقات جام برندگان جام آسیا که توسط کنفدراسیون فوتبال آسیا برگزار شد.
تیم النصر نماینده عربستان سعودی بدون باخت برای اولین بار قهرمان این دوره از رقابت‌ها شد و همچنین به مسابقات سوپر جام آسیا ۱۹۹۸ راه پیدا کرد.

## مرحله اول

### منطقه غرب
| تیم ۱          | نتیجه نهایی | تیم ۲        | بازی رفت | بازی برگشت |
| -------------- | ----------- | ------------ | -------- | ---------- |
| غیرت آلماتی    | ۴–۲         | وخش قرغان‌تپه | ۳–۰      | ۱–۲        |
| کپه‌داغ عشق‌آباد | ۶–۳         | نفتچی فرغانه | ۴–۰      | ۲–۳        |
| الشباب         | ۴–۳۱        | الاهلی حدیده | ۲–۰      | ۲–۳        |
| النجمه         | ۰–۳         | الاتحاد      | ۰–۰      | ۰–۳        |
| البحرین        | ۴–۵         | کاظمه        | ۲–۳      | ۲–۲        |
| السیب          | ۳–۴         | الشرطه       | ۳–۲      | ۰–۲        |
| برق شیراز      | استراحت     |              |          |            |
| النصر          | استراحت     |              |          |            |
| آای‌کی بیشکک    | انصراف      |              |          |            |

۱ هر دو بازی در امارات برگزار شد.

### منطقه شرق
| تیم ۱                 | نتیجه نهایی | تیم ۲              | بازی رفت | بازی برگشت |
| --------------------- | ----------- | ------------------ | -------- | ---------- |
| بنگال شرقی            | ۱۱–۰        | تریبهوان           | ۸–۰      | ۳–۰        |
| اولد بندیکتینس        | ۰–۸         | آباهانی            | ۰–۵      | ۰–۳        |
| بیجینگ گوان           | ۱۲–۰ ۱      | نیو رادیانت        | ۴–۰      | ۸–۰        |
| اینستنت دیکت          | ۳–۶         | سنگاپور آرمد فورسس | ۲–۳      | ۱–۳        |
| سوون سامسونگ بلووینگز | ۹–۱         | های کوان           | ۵–۱      | ۴–۰        |
| ایر فورس یونایتد      | ۲–۱         | ملاکا تلکام        | ۰–۰      | ۲–۱        |
| وردی کاوازاکی         | استراحت     |                    |          |            |
| پی‌اس‌ام ماکاسار        | استراحت     |                    |          |            |

۱ هر دو بازی در چین برگزار شد، بازی اول در بیجینگ، بازی دوم در ونژو.

## مرحله دوم

### منطقه غرب
| تیم ۱       | نتیجه نهایی | تیم ۲          | بازی رفت | بازی برگشت |
| ----------- | ----------- | -------------- | -------- | ---------- |
| غیرت آلماتی | ۳–۳ (گ.ز.)  | کپه‌داغ عشق‌آباد | ۳–۱      | ۰–۲        |
| الشباب      | انصراف۱     | النصر          |          |            |
| برق شیراز   | ۲–۳         | الشرطه         | ۱–۱      | ۱–۲        |
| الاتحاد     | ۱–۰ ۲       | کاظمه          | ۱–۰      | ۰–۰        |

۱ الشباب انصراف داد.

۲ هر دو بازی در قطر برگزار شد.

### منطقه شرق
| تیم ۱              | نتیجه نهایی | تیم ۲                 | بازی رفت | بازی برگشت |
| ------------------ | ----------- | --------------------- | -------- | ---------- |
| ایر فورس یونایتد   | ۱–۲         | پی‌اس‌ام ماکاسار        | ۱–۲      | ۰–۰        |
| سنگاپور آرمد فورسس | ۰–۸         | سوون سامسونگ بلووینگز | ۰–۲      | ۰–۶        |
| آباهانی            | ۰–۳         | بیجینگ گوان           | ۰–۱      | ۰–۲        |
| وردی کاوازاکی      | ۵–۳         | بنگال شرقی            | ۵–۲      | ۰–۱        |

## یک‌چهارم نهایی

### منطقه غرب
| تیم ۱          | نتیجه نهایی | تیم ۲   | بازی رفت | بازی برگشت |
| -------------- | ----------- | ------- | -------- | ---------- |
| کپه‌داغ عشق‌آباد | ۵–۱         | الشرطه  | ۴–۰      | ۱–۱        |
| النصر          | ۳–۲         | الاتحاد | ۰–۰      | ۳–۲        |

### منطقه شرق
| تیم ۱          | نتیجه نهایی | تیم ۲                 | بازی رفت | بازی برگشت |
| -------------- | ----------- | --------------------- | -------- | ---------- |
| وردی کاوازاکی  | ۰–۳         | بیجینگ گوان           | ۰–۲      | ۰–۱        |
| پی‌اس‌ام ماکاسار | ۰–۱۳        | سوون سامسونگ بلووینگز | ۰–۱      | ۰–۱۲       |

## نیمه نهایی

### منطقه غرب
| تیم ۱ | نتیجه | تیم ۲          |
| ----- | ----- | -------------- |
| النصر | ۲–۱   | کپه‌داغ عشق‌آباد |

### منطقه شرق
| تیم ۱                 | نتیجه | تیم ۲       |
| --------------------- | ----- | ----------- |
| سوون سامسونگ بلووینگز | ۵–۰   | بیجینگ گوان |

## رده‌بندی
| تیم ۱       | نتیجه | تیم ۲          |
| ----------- | ----- | -------------- |
| بیجینگ گوان | ۴–۱   | کپه‌داغ عشق‌آباد |

## فینال
| تیم ۱ | نتیجه | تیم ۲                 |
| ----- | ----- | --------------------- |
| النصر | ۱–۰   | سوون سامسونگ بلووینگز |

## قهرمان
| قهرمان جام برندگان جام آسیا ۹۸–۱۹۹۷ |
| ----------------------------------- |
| النصر                               |
| اولین قهرمانی                       |